# Ninetales
Ninetales, conocido como Kyukon en japonés (キュウコン Kyūkon?) es la evolución de Vulpix y es una especie de Pokémon en Nintendo y de la franquicia Pokémon de Game Freak. Se trata de un pokémon tipo Fuego. Ninetales evoluciona de Vulpix cuando se lo expone a una piedra fuego. Creado por Ken Sugimori, apareció por primera vez en Pokémon Red y Blue y más tarde hizo su aparición en secuelas posteriores, mercancías diversas, títulos derivados, y adaptaciones animadas e impresas de la franquicia. Se le conoce como el Pokémon Zorro.

## Concepto y características

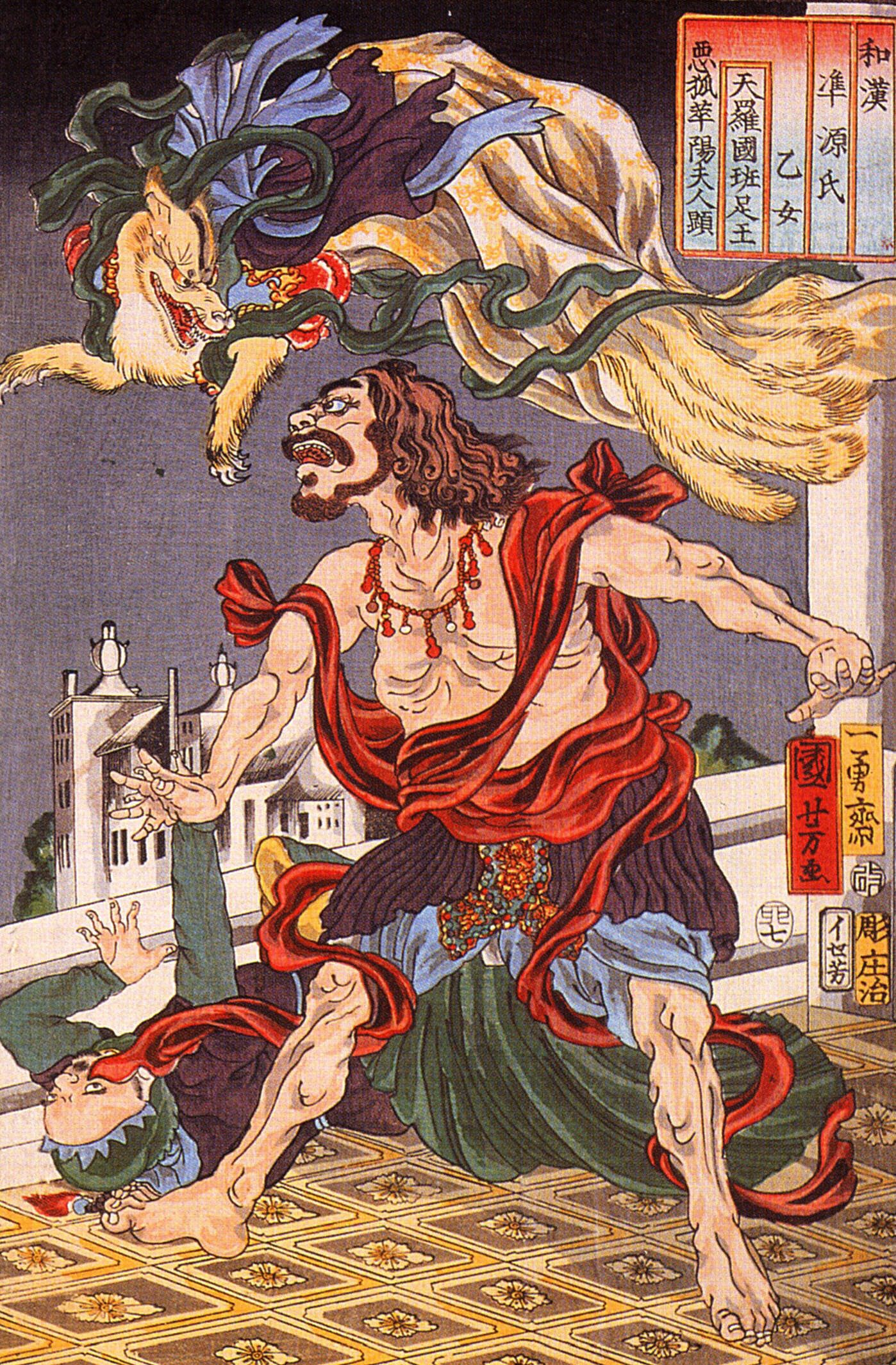
Una impresión de Utagawa Kuniyoshi representando al zorro de nueve colas (arriba) que inspiró a Ninetales.

Ninetales, también conocido como el Pokémon Zorro es un zorro de nueve colas amarillas, basado en el kitsune, un espíritu zorro japonés. Básicamente, este pokemón fue inspirado en el Kyūbi (九尾?), que poseía poderes similares, tales como cambiar de forma. El nombre Ninetales se deriva del número de sus colas, nueve, y también del hecho de la idea de que procede principalmente de los antiguos cuentos japoneses. Este Pokémon está cubierto con una piel gruesa, lujoso oro blanco, una esponjosa cresta encima de su cabeza y un collar similar alrededor de su cuello. Ninetales tiene ojos rojos brillantes que se dice que les dan el poder del control mental. Sus nueve colas diferentes tienen extraños poderes cósmicos, que le permiten vivir 1000 años, los ninetales son Pokémon altamente inteligentes que entienden el lenguaje humano. Son muy vengativos, se han sabido que maldicen a quienes los maltratan por 1000 años Muchas leyendas rodean a este Pokémon, uno de los cuales indica que Ninetales nació cuando nueve santos se unieron y reencarnaron en este Pokémon.

### Ninetales de Alola
Ninetales tiene una forma regional en Alola, siendo tipo hielo/hada.

## Apariciones

### En los videojuegos
Ninetales apareció por primera vez en Pokémon Red y Blue (Pokémon Rojo y Azul), aunque sólo era obtenible en Azul, sin intercambio. Desde entonces, ha aparecido en todos los principales títulos de Pokémon, incluyendo remakes de los juegos originales, como Pokémon Yellow (Pokémon Amarillo) y Pokémon ediciones Rojo Fuego y Verde Hoja). Fuera de los títulos principales, aparece en los títulos de Pokémon Pinball, Pokémon Link!, en los títulos de Pokémon Mystery Dungeon: Explorers of Time y Explorers of Darkness, y en los títulos de Pokemon Ranger, Pokémon Rumble, y en PokéPark Wii: Aventura de Pikachu.
En Pokémon Mystery Dungeon: Blue Rescue Team y Red Rescue Team (Pokémon Mundo Misterioso: El equipo de rescate azul y el equipo de Rescate Rojo), Ninetales lanzó una maldición sobre un ser humano que lo convertía en un Pokémon, trayendo muchos desastres naturales. El jugador es culpable de esto y viaja a la casa de Ninetales en la parte superior del monte Freeze (congelado) para conocer la verdad. Ninetales tarde aparece cuando Gengar (la verdadera maldición humana) desea corregir sus errores. El primero es una parte importante de la trama de Pokémon Mystery Dungeon: Blue Rescue Team and Red Rescue Team (Pokémon Mundo Misterioso: Equipo de rescate azul y Equipo de Rescate Rojo), debido a su implicación en el cambio del jugador, como dicen los rumores.

## En otros medios
Ninetales apareció por primera vez en el capítulo del anime La Bella y la Breeder. Una amiga Suzy llamada Zane tenía un Ninetales y lo utilizó en un concurso de cría Pokémon. En Just Waiting On A Friend (Sólo esperando a un amigo), un Ninetales muy viejo se hizo amigo de Brock, que se parecía a su amo perdido hace mucho tiempo. Este Ninetales creó todo tipo de ilusiones, incluyendo la una de una mujer a través de la cual el hablaba. Muchos otros Ninetales han hecho apariciones menores, como el que utiliza Blaine para combatir contra Ash en su lucha del Gimnasio.
En el manga Pocket Monsters Special, tanto Rojo y Azul intentaron ambos capturar al mismo Ninetales. En la pelea por su Poké Ball, Blue logró agarrarlo primero. El administrador de Magma, Courtney utiliza un Ninetales como su luchador principal. En "Pokémon Mundo Misterioso: el equipo de rescate de Ginji", es uno de los puntos principales de la trama la maldición que Ninetales puede evocar.

## Recepción
Ninetales ha tenido recepción generalmente positiva. IGN llamó a Ninetales "un diablo de Pokémon que muchas personas tienden a pasar por alto" y una sorpresa "gotero de bomba". Continuó con el revisor, exagerando que Ninetales pueden "considerarse el nuevo dios de todo lo que es santo." IGN también lo llamó "uno de los Pokémon visualmente más impresionantes."  The Capital Times (Los tiempos capitales) coincidió en que Ninetales fue "particularmente poderoso". Sin embargo, IGN también señaló que el personaje sirvió mucho sentido hasta juegos posteriores más allá de parecer atractiva. Muchas personas han comentado en la belleza estética percibida de Ninetales. IGN afirmó que, mientras que Ninetales no puede ser tan lindo como otros Pokémon de la serie, lo compensa esto con absoluta belleza. Otro señaló a Ninetales principalmente por su atractivo visual. Varias fuentes han comentado en sobre el nombre Ninetales, "con varios reporteros que lo calificaron de "caprichoso"  y "fantástico". Otro crítico IGN expresó su especial cariño a Ninetales, que lo calificó de "elegante". De Brett Elston de GamesRadar escribió que Ninetales era inferior a Arcanine, tanto estadísticamente como en términos de las técnicas de Fuego. Chas de Bitmob Guidry escribió que la introducción de la Dream World que tendría un "gran efecto sic" en la escena del Pokémon competitivo debido a que Ninetales es una de las "más modestas construcciones en comparación con sus contrapartes legendarias" Los autores Tracey West y Katherine Noll nombraron a Ninetales el sexto mejor Pokémon y escribieron que este es a la vez "poderoso", "rápido y fogoso".